# Mittelamerika

Lage Mittelamerikas

Lage Mittelamerikas (mit Mexiko)

Karte Mittelamerikas und der angrenzenden Staaten

Mittelamerika umfasst die Landbrücke zwischen dem Isthmus von Tehuantepec im Südosten von Mexiko und der Atratosenke im Westen von Kolumbien sowie die karibische Inselwelt. Zu Mittelamerika gehören die Staaten Guatemala, Honduras, El Salvador, Nicaragua, Costa Rica, Panama und Belize (Zentralamerika) sowie die Länder der nordöstlich vorgelagerten karibischen Inselflur (Westindische Inseln). Mexiko und Mittelamerika gemeinsam haben eine Landfläche von 2.714.000 km² mit ca. 230 Mio. Einwohnern.

## Geografie
Geographisch ist Mittelamerika eine Großregion des Kontinents Nordamerika; in historischer Hinsicht kann es jedoch als eigenständiger Kulturraum betrachtet werden. Wegen der historischen Verbundenheit ihrer Bevölkerungen und der gemeinsamen kulturellen und sprachlichen Zugehörigkeit zu Lateinamerika bzw. Iberoamerika wird manchmal auch Mexiko (zumindest der Südosten einschließlich der Halbinsel Yucatán) zu Mittelamerika gezählt. Von der Ethnologie und Archäologie wird der Großteil Mittelamerikas (bis einschließlich Teilen Nicaraguas und Costa Ricas) mit dem größten Teil Mexikos zum Kulturareal Mesoamerika zusammengefasst. Politisch unterhält das benachbarte Venezuela enge Beziehungen zu mittelamerikanischen Ländern.

## Bevölkerung
Mittelamerika wird von den Nachkommen altamerikanischer indigener Völker bzw. der (schon früh beinahe ausgerotteten) karibischen Ureinwohner, europäischer Kolonisatoren und Einwanderer und afrikanischer Sklaven bevölkert.

## Sprachen
Auf der zentralamerikanischen Landbrücke wird neben einer Vielzahl überlebender und in Mesoamerika häufig sehr vitaler indigener Sprachen infolge der spanischen Kolonisierung überwiegend Spanisch gesprochen. Ausnahmen sind das englischsprachige Belize sowie die Ostküste von Nicaragua, die neben den indigenen Völkern Miskito, Mayangna, Rama und Garifuna auch von englischsprachigen Kreolen bewohnt wird. Auch an der Karibikküste von Guatemala, Honduras, Costa Rica und Panama gibt es Gemeinden, in denen hauptsächlich Creole-Englisch, ähnlich dem jamaikanischen Patois, gesprochen wird.
Auf den Inseln der Karibik wird Spanisch, Englisch, Französisch oder Niederländisch gesprochen.